# Superintendencia de Valores y Seguros de Chile
La Superintendencia de Valores y Seguros (SVS) fue una institución chilena, autónoma, con personalidad jurídica y patrimonio propio, a quien correspondía la fiscalización de las personas que emitiesen o intermediaren valores de oferta pública, las bolsas de valores mobiliarios y las operaciones bursátiles, las asociaciones de agentes de valores y las operaciones sobre valores que estos realicen, los fondos mutuos y las sociedades que los administren, las sociedades anónimas y las en comandita por acciones que la ley sujetaba a su vigilancia, las empresas dedicadas al comercio de asegurar y reasegurar, cualquiera fuere su naturaleza y los negocios de estas, y cualquiera otra entidad o persona natural o jurídica que la ley le encomendase. Fue reemplazada por la Comisión para el Mercado Financiero.
No estaban sujetas a la fiscalización de la SVS los bancos, las sociedades financieras, las sociedades administradoras de fondos de pensiones y las entidades y personas naturales o jurídicas que la ley exceptúase expresamente.
La SVS se regía por el decreto ley N.º 3538 de 1980 y sus modificaciones posteriores, y se relacionaba con el gobierno a través del Ministerio de Hacienda. Su misión era velar porque las personas o instituciones supervisadas, desde su iniciación hasta el término de su liquidación, cumplan con las leyes, los reglamentos, los estatutos y otras disposiciones que rigen el funcionamiento de los mercados de valores y de seguros, por tanto le competía la fiscalización superior de las actividades y entidades que participan en ellos.
El jefe superior de la SVS era el superintendente, quien tenía la representación legal, judicial y extrajudicial de la misma. El domicilio de la SVS se encontraba en la ciudad de Santiago, sin perjuicio de las oficinas regionales que podía establecer el superintendente en otras ciudades del país.

## Historia
La SVS fue creada el año 1980, mediante el decreto ley N.º 3538, sin embargo, sus antecedentes se remontan a mediados del siglo XIX, tenido un rol preponderante como fiscalizador de distintas entidades tales como las sociedades anónimas, compañías de seguros, fondos mutuos y sus administradoras, bolsas de valores e intermediarios, y en los últimos años de clasificadoras de riesgo, fondos de inversión y fondos de inversión de capital extranjero que han ingresado al mercado, pues surgió en reemplazo de la Superintendencia de Compañías de Seguros, Sociedades Anónimas y Bolsas de Comercio, establecida en 1931, a partir de la fusión de la Superintendencia de Compañía de Seguros con la Inspección General de Sociedades Anónimas y Operaciones Bursátiles.
Desde el año 1865 en el Código de Comercio de Chile, y en diversas leyes posteriores, se ha hecho referencia a la función que desempeña actualmente la SVS. Posteriormente, el 22 de mayo de 1931 el DFL N.º 251, fusionó la llamada Superintendencia de Compañía de Seguros con la Inspección General de Sociedades Anónimas y Operaciones Bursátiles, para así crear la Superintendencia de Sociedades Anónimas, Compañía de Seguros y Bolsas de Comercio, cuya actual continuadora legal es la SVS.
La SVS dejó de existir el 15 de enero de 2018, siendo reemplazada por la Comisión para el Mercado Financiero (CMF).

## Estructura
La SVS estaba estructurada en tres áreas que eran: el área de valores encargada de la supervisión de las entidades relacionadas con el mercado de valores, tales como las sociedades anónimas abiertas, bolsas de valores, intermediarios de valores, auditores externos, administradoras de fondos de inversión entre otras.
El área de seguros, que le correspondía la supervisión de las entidades que participan en el mercado de seguros, como las Compañías de Seguros, las Corredoras y liquidadores y agentes de seguros.
El área central, que tenía por objeto otorgar el soporte administrativo para que la institución cumpla adecuadamente sus labores.
La SVS se relacionaba con el gobierno a través del Ministerio de Hacienda, cuya misión era maximizar la política económica, logrando el mejor rendimiento de los recursos productivos que tenía el país, para lo cual estaba encargado de dirigir la administración financiera del Estado, incentivar la integración financiera del país con el mercado internacional y seguir con el apoyo a la apertura del mercado de  capitales. 
La manera en que se relacionaba la Superintendencia con el Gobierno a través del Ministerio de Hacienda se apreciaba en tres aspectos: en primer lugar, el patrimonio de la SVS además de estar integrado por los bienes que se le transferian en virtud de su DL 3538, y de los ingresos que percibía por los servicios que prestaba y demás bienes que adquiriera a cualquier título, estaba integrado por los fondos que anualmente le destina la Ley de Presupuestos. 
En segundo lugar, el Superintendente que es el jefe superior de la SVS, es nombrado por el Presidente de la República y es de su exclusiva confianza. Al respecto cabe señalar que doctrinalmente por este nombramiento este organismo no sería descentralizado porque no se estaría cumpliendo con una de las 4 condiciones copulativas (autonomía, patrimonio propio, personalidad jurídica propia, elegido por votación popular) para considerarlo como tal, sin embargo esta condición solo se cumple íntegramente en el caso de las Municipalidades.
Y en tercer lugar, el Superintendente y demás empleados de la Superintendencia tenían el carácter de empleados públicos para los efectos de la responsabilidad penal, del desahucio y de la previsión social.

## Funciones
Del artículo 4 de la ley orgánica de la SVS se desprendía que sus principales funciones eran las siguientes:
- Función supervisora: control y vigilancia del cumplimiento de las normas legales, reglamentarias y administrativa. 
  - Examinar todas las operaciones, bienes, libros, cuentas, archivos y documentos de los sujetos o actividades fiscalizados y requerir de ellos o de sus administradores, asesores o personal, los antecedentes y explicaciones que juzgue necesarios para su información.
  - Pedir la ejecución y presentación de balances y estados financieros en las fechas que estime convenientes, para comprobar la exactitud e inversión de los capitales y fondos.
  - Solicitar la entrega de cualquier documento, libro o antecedente que sea necesario para fines de fiscalización, sin alterar el desenvolvimiento normal de las actividades del afectado.
  - Inspeccionar, por medio de sus empleados o de auditores externos, a las personas o entidades fiscalizadas;

- Función normativa: capacidad de efectuar una función reguladora, mediante la dictación de normas o instrucciones propias para el mercado y las entidades que lo integrasen. Es decir, establecer el marco regulador para el mercado.
  - Interpretar administrativamente, en materias de su competencia, las leyes, reglamentos y demás normas que rigiesen a las personas o entidades fiscalizadas, y fijar normas, impartir instrucciones y dictar órdenes para su aplicación y cumplimiento. Si en el ejercicio de estas facultades de interpretación y aplicación se originaren contiendas de competencia con otras autoridades administrativas, ellas serían resueltas por la Corte Suprema.

- Función sancionadora: capacidad de aplicar sanciones frente al incumplimiento o violación del marco regulador como consecuencia de una investigación.
  - Podía estimar el monto de los beneficios, expresado en su equivalente en unidades de fomento, que hayan percibido los infractores al Título XXI de la ley N.º 18 045, señalándolo en la resolución que aplicaba la sanción. En la estimación de los beneficios, la Superintendencia consideraba el precio de mercado promedio ponderado del valor de oferta pública en los 60 días anteriores al de la fecha de las transacciones hechas con información privilegiada.
  - Para el solo efecto de velar por los intereses de los terceros perjudicados, según lo previsto en el artículo 172 de la ley N.º 18 045, podía solicitar al tribunal competente que decretase las medidas precautorias que la ley señalase.

- Función de desarrollo y promoción de los mercados: capacidad de promover diversas iniciativas para el desarrollo del mercado, mediante la elaboración y colaboración para la creación de nuevos productos e instrumentos, mediante la difusión de los mismos. A través de la difusión de la información pública que mantiene, esta institución tenía por objeto velar por la transparencia, desarrollo y correcto funcionamiento de los mercados que supervisa, colaborando  con el conocimiento y educación de los inversionistas y asegurados principalmente.

## Superintendentes
- Fernando Alvarado Elissetche (15 de noviembre de 1983-31 de enero de 1990)
- Hugo Lavados Montes (11 de marzo de 1990-11 de marzo de 1994)
- Daniel Yarur Elsaca (11 de marzo de 1994-11 de marzo de 2000)
- Álvaro Clarke de la Cerda (11 de marzo de 2000-30 de abril de 2003)
- Alejandro Ferreiro Yazigi (2 de mayo de 2003-11 de marzo de 2006)
- Alberto Etchegaray de la Cerda (21 de marzo de 2006-24 de abril de 2007)
- Guillermo Larraín Ríos (14 de mayo de 2007-11 de marzo de 2010)
- Fernando Coloma Correa (11 de marzo de 2010-11 de marzo de 2014)
- Carlos Pavez Tolosa (12 de marzo de 2014-15 de enero de 2018)